# カール・ハウスクネヒト

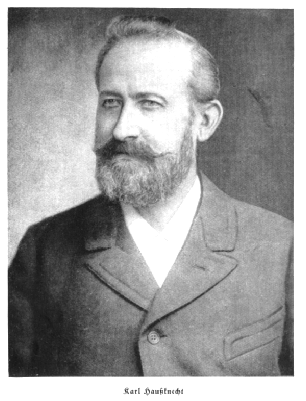
H. C. Haussknecht

ハインリヒ・カール・ハウスクネヒト（Heinrich Carl Haussknecht、1838年11月30日 - 1903年7月7日）は、ドイツの薬剤師、植物学者である。

## 略歴
ベンヌンゲンで生まれた。ヴロツワフ大学で薬学と植物学を学んだ。テューリンゲン、ニーダーザクセン、ギリシャ、中東の採集旅行を行った。1864年から1869年に現在のトルコ、シリア、イラク、イランなどの中東の採集旅行を行い、多くの植物の記載を行った。中東でチューリップの野生種、ツリパ・アレッペンシス（Tulipa aleppensis）などを発見したことで知られる。1882年にテューリンゲン植物学会の設立者の一人となり、1885年にヘルドライヒ（Theodor von Heldreich）とギリシャ北部を旅した。1896年にヴァイマルに広い育種園を設立し、育種園はハウスクネヒトの没後、植物学者のボルンミューラー（Joseph Friedrich Nicolaus Bornmüller）が管理した後、イェナ大学の植物学科が管理するものとなった。
アカバナ科のアカバナ属（Epilobium）の植物を専門とし、1884年に"Monographie der Gattung Epilobium"を発表した。
セリ科の属名、ハウスクネキティア属（Haussknechtia）に献名されている。

## 著作
- Vorbericht über Prof. C. Haussknecht’s orientalische Reisen / nebst Erläuterungen von Prof. Dr. H. Kiepert. In: Zeitschrift der Gesellschaft für Erdkunde. Bd. 17 (1882).
- Monographie der Gattung Epilobium. G. Fischer, Jena 1884.
- Über die Abstammung des Saathabers. In: Mitteilungen der Geographischen Gesellschaft für Thüringen zu Jena. Bd. 3 (1885), S. 231–242.